# Issa Ba
Pour les articles homonymes, voir Ba.
Issa Ba, né le 7 octobre 1981 à Dakar, est un footballeur sénégalais. Il est milieu de terrain.

## Biographie
Issa Ba débute dans le club de l'ASC Police de Dakar. À dix-huit ans, il quitte le Sénégal pour la France : il rejoint en 2000 le club du Stade lavallois Mayenne Football Club où il signe pour quatre ans. Il porte les couleurs Tango de 2000 à 2004. À la fin de la saison 2001-2002 il est le troisième Lavallois le mieux noté au classement des étoiles du magazine France Football. À l'été 2004, il quitte la Mayenne pour rejoindre la Berrichonne de Châteauroux. Il y reste deux saisons et il joue même deux matchs en Coupe UEFA contre le FC Bruges. Il est alors convoqué pour participer à la Coupe d'Afrique des nations 2006 avec Les Lions de la Teranga.
En 2006, Issa Ba quitte La Berri pour l'AJ Auxerre. Après avoir connu la Ligue 2, il découvre à l'âge de vingt-cinq ans la Ligue 1. En juillet 2009, après deux saisons presque blanches (quatre matches en deux ans) dues en grande partie à sa longue blessure de 2007, il rompt son contrat à l'amiable avec l'AJ Auxerre. Il restera dans la mémoire des supporters d'Auxerre comme le joueur qui déclare lors d'une interview à la fin d'un match de Coupe UEFA contre Livourne (défaite 0-1) qu'il reste encore deux matches et qu'ils doivent les gagner, alors que la phase de poules était terminée et que le club était déjà éliminé. Il rejoint ensuite le club espagnol du Terrassa FC en Segunda División. Jamais utilisé par le club espagnol, il décide de le quitter au mercato hivernal. Il effectue alors un essai en Pologne avec le Wisła Cracovie, club champion en titre polonais, et y signe un contrat de six mois avec une option de prolongation de deux ans.

## Palmarès
- Élu meilleur joueur de la Coupe Amílcar Cabral en 2000 au Cap-Vert[5]
- Vice-champion de Pologne en 2010 avec le Wisła Cracovie
- Vainqueur de la Supercoupe de Roumanie en 2012 avec le Dinamo Bucarest